# Gerhard Schott (Ratsherr)

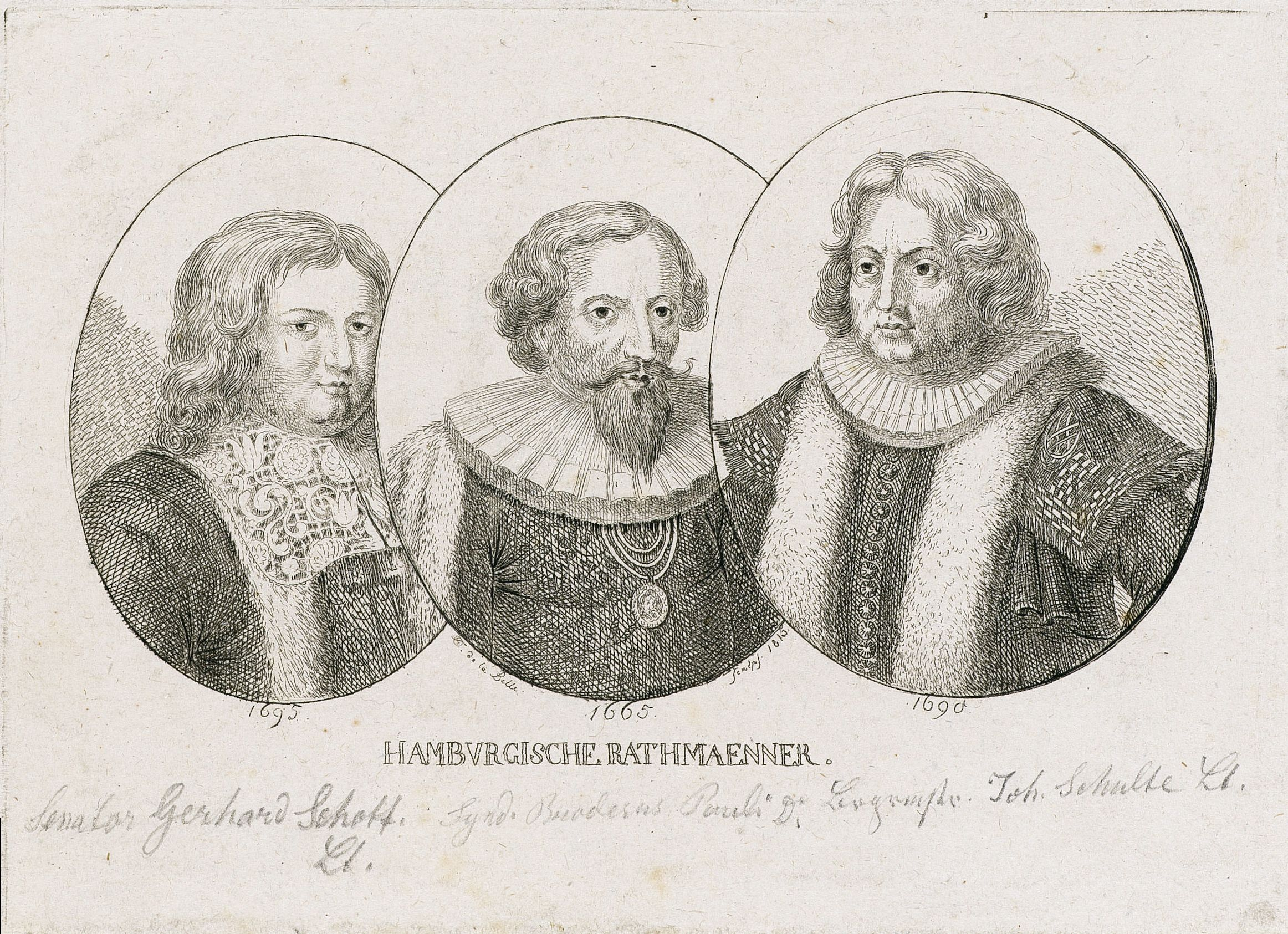
Gerhard Schott (links), Porträt von Friedrich August de LaBelle (1815)

Gerhard Schott (* 16. April 1641 in Hamburg; † 25. Oktober 1702 in Hamburg) war ein Hamburger Jurist und Ratsherr. Bekannt wurde er als Gründer und Leiter der Oper am Gänsemarkt und als Auftraggeber eines Modells des Salomonischen Tempels.

## Leben
Schott war der Sohn des Kaufmanns Arnold Reinhold Schott und der Maria Arens. Nach dem Besuch des Johanneums und des Akademischen Gymnasiums studierte er Rechtswissenschaft in Helmstedt, Heidelberg und Basel. Er schloss das Studium 1665 als Lizentiat beider Rechte ab. Danach unternahm er die übliche Grand Tour, die nach Deutschland, in die Niederlande, nach Frankreich und Schweden führte und ließ sich dann Hamburg als Rechtsanwalt nieder.
Obwohl erst sein Großvater sich in Hamburg niedergelassen hatte, wurde Schott 1682 als Aktuar am Niedergericht und 1693 in den Rat berufen. Die guten Kontakte der Familien und seine Heirat 1671 mit Anna Caecilia von Spreckelsen, die aus einer alten Hamburger Familie stammte, trugen zur Förderung seiner Karriere wesentlich bei. Aus der Ehe gingen zwei Söhne und drei Töchter hervor. In den politischen Auseinandersetzungen zwischen Rat und Bürgerschaft verhielt sich Schott ausgleichend und wurde deshalb nicht entlassen, obwohl er Anhänger der Ratspartei war.
Schott hatte eine umfassende Bildung erworben und beschäftigte sich mit Naturwissenschaft und Technik ebenso wie mit Literatur und Kunst. Auf Anregung von Christian Albrecht von Schleswig-Holstein-Gottorf gründete Schott 1677 die Oper am Gänsemarkt und damit die erste öffentliche Oper in Deutschland. Schott war nicht nur der wichtigste Mäzen des neuen Theaters, sondern auch bis zu seinem Tod ihr Leiter und wichtiger künstlerischer Ratgeber. Zur Verteidigung des Opernhauses gegen die Kritik einiger Geistlicher, die die Moral gefährdet sahen, holte er Universitätsgutachten ein. Während seiner Theaterzeit pflegte er eine freundschaftliche Zusammenarbeit mit dem Librettisten Christian Heinrich Postel.
Schott entwarf auch Bühnenmaschinen und Dekorationen für die Aufführungen. 1680 gab er ein Modell des Salomonischen Tempels in Auftrag, das als eines der wichtigsten Architekturmodelle des Barock gilt: Das Modell misst in seiner erhaltenen Form etwa drei Meter in Länge und Breite und ist nach der Tempelrekonstruktion des spanischen Jesuiten Juan Bautista Villalpando gebaut. Es wurde mehrere Jahre in der Oper ausgestellt. Nach Schotts Tod 1702 gelangte es erst nach London dann nach Dresden, wo es im Zwinger Teil der königlichen Sammlung war. Heute befindet es sich im Museum für Hamburgische Geschichte.
Nach Gerhard Schott ist der Schottweg in Hohenfelde benannt.

## Werke
- Disputatio Inauguralis Iuridica De Substitutione Vulgari. Deckerus, Basel 1665.
- (Hrsg.): Vier Bedencken Führnehmen Theologischen und Juristischen Facultäten, wie auch Herrn Doct. Johann Friederich Mayers … Was doch von denen so genandten Operen zu halten. Georg Heinrich Oehrling, Frankfurt am Main 1693 (Vorschau in der Google-Buchsuche).